# 369 Aëria
A 369 Aeria (ideiglenes jelöléssel 1893 AE) a Naprendszer kisbolygóövében található aszteroida. Alphonse Louis Nicolas Borrelly fedezte fel 1893. július 4-én.